# 출애굽기

홍해 건너기(Crossing of the Red Sea). 니콜라 푸생의 작품.

출애굽기(出埃及記, 히브리어: סֵפֶר שְׁמוֹת, 그리스어: ἔξοδος, 영어: Book of Exodus) 또는 탈출기(脫出記)는 구약성경의 두 번째 책이다. 타나크 중에서는 토라, 즉 모세오경에 속한다. 야훼가 선택한 이스라엘 민족이 이집트의 노예 상태에서 해방되는 이야기를 담고 있다. 이후 이스라엘 사람들은 그들을 이끄는 모세와 함께 시나이산에서 십계명을 받고 야훼와 언약을 맺는다. 야훼는 그들의 충성을 조건으로 그들을 "제사장 나라가 되며 거룩한 백성"으로 만들겠다고 약속한다. 야훼는 이스라엘 민족에게 율법과 성막의 규범을 내린다. 성막은 야훼가 천국에서 내려와 그들 가운데 거하며 약속의 땅 가나안에 들어가기까지 함께한다는 의미이다. 가나안 땅은 창세기에서 아브라함의 자손에게 약속된 땅이다.
전통적으로는 모세가 직접 쓴 저작으로 보아왔으나, 현대의 성서비평학자들은 초기 문헌 자료와 구전에 근거해 바빌론 유수 때에 집성되고 망명 이후 페르시아 통치기에 마지막으로 개정된 것으로 본다.

## 내용
이스라엘 민족의 조상은 메소포타미아로부터 가나안 지방으로 이동하였던 것이나, 요셉을 중심으로 한 일부가 이집트(영어: Egypt, 한국 한자: 埃及-애급)에 들어가 나일강의 델타 지역 동쪽에 머물러 살게 되었다.
출애굽기에 의하면 요셉의 후손들은 그 뒤 새로운 파라오가 즉위하자 이집트의 노예로서 토목사업에 혹사당하게 되었다. 이때 이스라엘 민족해방의 지도자로 나타난 사람이 모세이다. 형인 아론의 협력을 얻어 이집트군의 추격을 벗어났는데, 성서에는 이 과정에서 신이 보여준 여러 가지 기적을 기록하고 있다. 홍해를 건넌 후 수십 년간 사막에서 생활하는 동안 그들은 모세의 지도를 받게 된다. 시나이산에서 모세는 ‘십계’로 상징되는 종교적·도덕적 지침을 이스라엘 민족에게 제시하고 야훼와의 특수한 관계를 맺게 되었다고 한다. 모세는 가나안의 비옥한 땅을 바라보면서 죽었으나 그의 뒤를 이은 여호수아의 영도 하에 이스라엘 민족은 가나안 민족을 정복하고 그 땅을 점령하였다. 또한 이집트에 들어가지 않은 동포들과 합쳐서 야훼를 섬기는 신앙을 중심으로 이스라엘 민족의 단결을 이룩하였다고 전해진다.

## 역사성
주류 역사학자들은 직접적인 증거의 부족으로 이스라엘의 출현에 출애굽을 역사적 사실로 고려하지 않는다. 이들은 출애굽기가 이야기의 배경이 되는 시기로부터 수 세기 후에 쓰여진 것이라고 본다. 이스라엘 핑켈슈타인을 비롯한 대부분의 고고학자들은 시나이반도에 이스라엘 민족이 거주했었다는 아주 작은 증거조차 나타나지 않고 있다며 출애굽기와 같은 종류의 출애굽 사건은 일어난 적이 없다고 본다. 현대 고고학계는 대신 외부로부터 불연속적인 문화권의 유입이 유물로 실증되지 않는다는 점에 착안하여 어떻게 이스라엘 민족이 가나안에서 어떻게 발생하였는지에 대해 논하고 있다.
학자들은 출애굽 기사와 동일한 종류의 사건이 일어난 적이 없다고 보는 동시에, 출애굽기에 영감을 준 다른 종류의 출애굽 사건이 있었을 것으로 추측한다. 켄턴 스파크스는 이를 "신화화된 역사"라고 부른다. 벤저민 J. 누넌을 비롯한 학자들은 출애굽기와 황야에서의 기억이 이스라엘 민족에 들어간 것이 글의 배경인 후기 청동기시대라며 바빌론 유수 이후에 창작된 것이라는 주장에 반론을 제시했다. 또한 시나이반도에 고고학적 유물이 실증되지 않는 것에 대해서는, 이들이 정주민족이 아닌 반유목민족이었다고 가정함으로써 해결할 수 있다고 본다.

《발굴된 성경The Bible Unearthed》(2021) 에서 핑켈슈타인과 실버만은 최근의 연구 동향을 요약했다. 그들은 1967년까지 팔레스타인 서부 고원지대에 있는 이스라엘의 심장부가 사실상 고고학적으로 미지의 땅 이었다고 설명했다. 그 이후로 유다 지파, 베냐민 지파, 에브라임 지파, 므나쎄 지파의 전통적인 영토를 집중적으로 조사했다. 이러한 조사는 철기 시대 초기에 이스라엘 땅에 존재했던 블레셋과 가나안 사회와 대조되는 새로운 문화의 갑작스러운 출현을 드러냈다. 이 새로운 문화는 돼지고기가 식단의 20%를 차지하던 블레셋과 달리 돼지고기를 먹은 흔적이 거의 없고, 고도로 장식된 도자기를 사용하는 블레셋/가나안 관습을 포기하며 할례를 시행하는 것이 특징이다. 이스라엘 민족의 정체성은 출애굽과 그에 따른 정복 이 아니라 기존 가나안-블레셋 문화의 변형에서 비롯되었다.
이러한 조사는 초기 이스라엘 연구에 혁명을 일으켰습니다. 모두 몇 세대에 걸쳐 형성된 것으로 보이는 빽빽한 고원 촌락 네트워크의 유적 발견은 기원전 1200년경 가나안 중앙 산악 지대에서 극적인 사회적 변화가 일어났음을 시사했습니다. 폭력적인 침략의 흔적이나 명확하게 정의된 민족 집단의 침투조차 없었습니다. 대신 라이프 스타일의 혁명인 것 같았습니다. 남쪽 유다 산에서 북쪽 사마리아 산에 이르기까지 인구가 희박했던 고지대에 와해되고 와해되고 있던 가나안 성읍들에서 멀리 떨어진 곳에서 갑자기 약 250개의 산꼭대기 공동체가 생겨났습니다. 여기에 최초의 이스라엘인이 있었습니다.
따라서 현대 학자들은 이스라엘이 가나안 고지에 있던 기존 백성들로부터 평화롭게 내부적으로 발생했다고 본다. 이와 관련하여 한 가지 덧붙여 이야기하자면, 기원전 1200년경 무렵, 기후 변화와 사회 변화로 인해 고원 지대에서 유목 생활을 하며 도시인들에게서 곡물을 사먹던 유목민들이 도시들이 쇠락하자 곡물을 자체적으로 생산해야 해서 정착 생활로 바꾸어 정착하게 된 것이 이스라엘의 시작이었을 것으로 추정된다. 유목민이 주류였지만, 가나안의 도시 왕국들에서 이탈한 사회 하층민 계층("하비루 Habiru / 아피루 Apiru"는 사회적 하층민을 가리키는 명칭) 역시 초기 이스라엘의 일부가 되었을 것으로 추정된다. 
반면 복음주의 기독교계 등 한국의 기독교계에서는 출애굽 사건을 역사적 사실로 본다. 출애굽기에 등장하는 파라오를 람세스 2세로 추정하며, 그보다 2세기 앞선 아멘호테프 2세로 추정하기도 한다. 참고로, 중왕국 시대를 출애굽기의 배경으로 하는 소수설 역시 과거에 등장했었다. 이스라엘의 가나안 정착을 기원전 17세기로 보는 사마리아인들의 연대기에 부합하기는 하지만, 성서의 전통적 연대기에 부합하지 않는다는 것과 해당 가설이 수정 연대기를 통하여 중왕국 시대를 기원전 15세기로 보았다는 문제점이 있으며, 이집트학계에서는 일반적으로 거부되는 가설이다.
고고학계와 이집트학계의 대부분의 학자들은 람세스 2세나 아멘호테프 2세가 활동한 시기보다 훨씬 이전에 있었던 힉소스인들의 패퇴가 출애굽 전승의 기원이 되었다고 보았는데, 초기 철기 시대 이전의 기록상으로 확인된 시나이반도(최북부)를 거쳐 가나안 땅으로 되돌아갔던 민족이 힉소스인들뿐이었으며, 요세푸스와 같은 역사가들과 교부들 역시 이들의 패퇴를 출애굽과 연결시었다는 점을 근거로 들었다. 그러나 힉소스인들이 이스라엘인의 선조였다는 주장은 일부에서는 받아들여지지 않으며, 이스라엘 핑켈슈타인을 포함한 힉소스 패퇴를 출애굽으로 보는 학자들은 기원전 8세기 이스라엘이 영토를 확장하면서 가나안 저지대의 사람들이 가지고 있었을 힉소스 패퇴에 대한 전승을 수입하거나 영향을 받은 것으로 본다. 참고로, 핑켈슈타인은 람세스 시대인 제19-20왕조 동안에 셈족 노예들이 도망쳤을 가능성은 어느 정도 존재한다는 것에 동의를 표했으며, 이것이 출애굽의 기원이 되었거나 힉소스 패퇴처럼 전승에 영향을 미쳤을 수는 있다는 것에 대해서 열린 입장을 취하고 있다.
일부 학자들은 출애굽 전승이 이집트의 카르나크 신전에 기록된 파라오 셰숑크 1세가 초기 북이스라엘 왕국이 이집트 군대에 패배했을 때 이집트 점령에 대항하는 투쟁에서 등장했다고 주장한다. "그들은 이집트와의 투쟁에 대한 의미에서 동사 'lh “올라가다 혹은 몰아가다”가 원문(출 32,4b; 열왕기상 12,28c)에서 사용되었다고 주장했다. 즉, “이것들이 너의 신들이니 이스라엘아, 너를 이집트 땅에서 ‘올린’ 신들이다”(출 32,4b; 열왕기상 12,28c)라는 말씀의 원형은 "이것들이 너의 신들이니 이스라엘아, 너를 이집트 땅을 ‘대항하여 전쟁을 벌인’ 신들이다”라는 것이다. 원래의 동사 'lh는 아마도 “야훼”의 명령 아래 단순한 여정의 개념에 국한되지 않았을 것이다. 오히려, 그것은 전투와 전쟁과 연관된 야훼의 행동을 나타냈다. 후대가 되어서야 동사 'lh의 의미가 확장되었고, 이스라엘에서 있었던 이집트를 대항한 전투에 대한 이야기가 이스라엘이 이집트를 떠나는 여정에 대한 이야기로 그 의미가 변질되었을 것으로 추정된다.
출애굽기는 후기 청동기 시대 붕괴기 동안에 이집트에서 발생한 자연재해와 사건, 그리고 이어진 셈족의 이집트에서 가나안으로의 재이주를 묘사하는 것으로도 여겨지기도 하는데, 해리스 파피루스는 이집트 제19왕조 멸망 후 혼란기에 세트나크테가 아시아인을 축출했음을 이야기한다는 것을 근거로 하여 출애굽을 이 시기의 사건으로 보는 이들도 있다. 하지만, 세트나크테가 이르수와 셈족을 축출했다는 이야기는 이집트가 아니라 가나안을 배경으로 하고 있을 것으로도 추정되는데, 이집트를 배경으로 하고 있다고 보는 학자들 만큼이나 많은 학자들이 이르수가 이집트의 정치적 혼란기 동안 이집트 제국의 영토인 가나안에서 패권을 잡은 군벌로 보고 있다.
출애굽을 비슷한 시기인 세트나크테의 아들인 람세스 3세의 치세 동안에 일어난 사건으로 보고 있는 게리 A. 렌즈버그 교수는  메르넵타의 비문 속 이스라엘이 이집트 내 거주하는 이스라엘 족속을 의미했을 가능성을 제시하였으며, 아바리스와 고대 이집트의 셈족 연구 최고 권위자인 멘프레드 비탁 교수는 게리 A. 렌즈버그 교수와는 다르게 메르넵타의 비문 속 이스라엘이 가나안의 이스라엘을 가리켰다고 보지만, 그와는 동일하게 출애굽의 파라오를 세트나크테 보다는 람세스 3세로 보고 있고 초기 이스라엘인들의 유전자 풀에 포함되는 에돔(또는 세일)의 샤수(Shasu)들이 해리스 파피루스에서 람세스 3세에 의해 이집트로 포로로 끌려갔다는 것을 근거로 하여 이들이 가나안에 있던 이스라엘 족속에게 탈출기 전승을 가지고 왔을 것이라고 주장하였다 실제로, 람세스 3세의 메디넷 하부(Medinet Habu) 신전에서 이스라엘 출신의 노동자가 세운 집이 발견되었다는 것은 람세스 3세 또는 람세스 4세의 치세 시절 당시 이스라엘인이 애굽에서 노예로서 있었음을 입증한다.

### 전승의 기원
모세의 탄생 이야기는 비천한 출신의 통치자에 대한 고대 근동 신화의 친숙한 모티프를 따르는데, 아카드 제국의 사르곤 탄생 설화와의 연관성이 지적된다. 사르곤의 탄생 설화는 다음과 같다.
대제사장인 나의 어머니가 잉태했다. 그녀가 나를 몰래 낳아
골풀 한 바구니에 담고 역청으로 내 뚜껑을 봉하여

나를 덮쳐 흐르는 강물에 나를 던졌다.
모세가 이집트 감독을 살해한 후 미디안으로 피신한 이야기는 이집트에서 왕의 진노를 피해 시리아-가나안으로 도피하여 그곳에서 족장의 딸과 혼인하고 새로운 삶을 살다가 다시 이집트로 돌아온 시누헤의 일생에 대한 이야기인 고대 이집트의 시누헤 이야기의 영향을 받은 것으로 해석된다.
모세의 이야기와 유사한 이야기는 사르곤의 탄생 설화와 시누헤 이야기 뿐이 아니다. 모압 왕 메사의 이야기 역시 출애굽기와 매우 유사하다. 모압 왕 메사라는 이름은 모세의 이름과 관련이 있다; 메사는 또한 출애굽과 정복 이야기와 관련이 있으며, 그에 관한 이야기의 몇 가지 모티브는 출애굽 이야기와 이스라엘이 모압과 전쟁을 벌인 이야기에도 나타난다. (열왕기하 3장) 모세처럼 압제에 반항하는 모압 왕 메사는 모세가 이집트에서 했던 것처럼 그의 백성을 이스라엘 밖으로 인도하고 그의 맏아들은 출애굽기 이야기에서 이스라엘의 맏아들이 학살을 선고받은 것처럼 길하레셋 성벽에서 죽임을 당했다.
광야의 금송아지 이야기는 여로보암의 이야기와 닮아있다. 여로보암의 아들들은 아론의 아들들인 나답과 아비'후'와 거의 동일한 이름인 나답과 아비'야'였으며, 그는 백성들을 위해 아론처럼 금송아지를 세워 숭배하게 하였다. 학계에서는 광야의 금송아지 이야기가 여로보암의 제의 회복이 야훼 숭배와 일치하지 않는 이유와 반발심으로 구성된 이야기였을 것으로 본다.

## 출애굽기를 소재로 한 작품

### 극장용 만화 영화
- 이집트 왕자

### 영화
- 십계
- 엑소더스: 신들과 왕들(Exodus: Gods and Kings)

## 같이 보기
- 모세의 기적
- 히브리 법
- 십계명

## 참고 문헌
- 이 문서에는 다음커뮤니케이션(현 카카오)에서 GFDL 또는 CC-SA 라이선스로 배포한 글로벌 세계대백과사전의 내용을 기초로 작성된 글이 포함되어 있습니다.